# 达马克公寓
达马克公寓是阿聯酋迪拜的摩天大楼，建筑高度为335米，地上88层，地下5层。